# Imoco Volley w europejskich pucharach

## Liga Mistrzyń siatkarek (2013/2014)
| Data       | Miejsce       | Przeciwnik                   | Wynik                                         | Runda        |
| ---------- | ------------- | ---------------------------- | --------------------------------------------- | ------------ |
| 23.10.2013 | Villorba      | Galatasaray SK               | 3:2 (25:23, 25:23, 19:25, 21:25, 18:16)       | Faza grupowa |
| 29.10.2013 | Busto Arsizio | Unendo Yamamay Busto Arsizio | 3:1 (25:13, 25:22, 22:25, 25:17)              | Faza grupowa |
| 28.11.2013 | Villorba      | Azerrail Baku                | 3:2 (23:25, 25:19, 22:25, 25:15, 15:10)       | Faza grupowa |
| 03.12.2013 | Baku          | Azerrail Baku                | 1:3 (23:25, 32:30, 22:25, 23:25)              | Faza grupowa |
| 11.12.2013 | Villorba      | Unendo Yamamay Busto Arsizio | 3:0 (25:22, 25:15, 26:24)                     | Faza grupowa |
| 17.12.2013 | Stambuł       | Galatasaray SK               | 2:3 (26:24, 25:23, 19:25, 15:25, 3:15)        | Faza grupowa |
| 15.01.2013 | Villorba      | Omiczka Omsk                 | 3:0 (25:23, 25:18, 25:23)                     | 1/12 finału  |
| 23.01.2013 | Omsk          | Omiczka Omsk                 | 1:3 (20:25, 19:25, 27:29, (złoty set: 10:15)) | 1/12 finału  |

## Puchar CEV siatkarek (2014/2015)
| Data       | Miejsce        | Przeciwnik          | Wynik                                        | Runda       |
| ---------- | -------------- | ------------------- | -------------------------------------------- | ----------- |
| 11.11.2014 | Jużne          | Chimik Jużne        | 3:1 (25:22, 21:25, 25:20, 25:21)             | 1/16 finału |
| 26.11.2014 | Villorba       | Chimik Jużne        | 3:1 (24:26, 25:23, 34:32, 25:23)             | 1/16 finału |
| 10.12.2014 | Villorba       | Nova Branik Maribor | 3:0 (25:23, 25:13, 25:23)                    | 1/8 finału  |
| 17.12.2014 | Maribor        | Nova Branik Maribor | 2:3 (25:16, 25:16, 24:26, 18:25, 12:15)      | 1/8 finału  |
| 14.01.2015 | Villorba       | Atom Trefl Sopot    | 3:1 (25:20, 21:25, 25:21, 25:13)             | 1/4 finału  |
| 22.01.2015 | Gdańsk / Sopot | Atom Trefl Sopot    | 0:3 (20:25, 18:25, 12:25, (złoty set: 9:15)) | 1/4 finału  |

## Liga Mistrzyń siatkarek (2016/2017)
| Data       | Miejsce  | Przeciwnik                  | Wynik                                   | Runda        |
| ---------- | -------- | --------------------------- | --------------------------------------- | ------------ |
| 14.12.2016 | Villorba | Telekom Baku                | 3:0 (31:29, 25:14, 25:22)               | Faza grupowa |
| 12.01.2017 | Modena   | Liu Jo Nordmeccanica Modena | 2:3 (25:23, 24:26, 25:20, 23:25, 14:16) | Faza grupowa |
| 25.01.2017 | Szczecin | Chemik Police               | 3:2 (25:18, 14:25, 12:25, 25:14, 15:11) | Faza grupowa |
| 08.02.2017 | Villorba | Chemik Police               | 2:3 (25:23, 20:25, 20:25, 25:20, 8:15)  | Faza grupowa |
| 22.02.2017 | Villorba | Liu Jo Nordmeccanica Modena | 3:2 (26:24, 19:25, 22:25, 25:21, 18:16) | Faza grupowa |
| 28.02.2017 | Baku     | Telekom Baku                | 3:0 (25:13, 25:9, 25:16)                | Faza grupowa |
| 22.04.2017 | Villorba | Dinamo Moskwa               | 3:1 (25:18, 25:15, 15:25, 27:25)        | Półfinał     |
| 23.04.2017 | Villorba | VakıfBank SK                | 0:3 (19:25, 13:25, 23:25)               | Finał        |

## Liga Mistrzyń w piłce siatkowej (2017/2018)
| Data       | Miejsce    | Przeciwnik              | Wynik                                   | Runda                   |
| ---------- | ---------- | ----------------------- | --------------------------------------- | ----------------------- |
| 17.10.2017 | Békéscsaba | Linamar Békéscsabai RSE | 3:0 (25:4, 25:10, 25:17)                | Kwalifikacje - I runda  |
| 21.10.2017 | Villorba   | Linamar Békéscsabai RSE | 3:0 (25:11, 25:10, 25:15)               | Kwalifikacje - I runda  |
| 07.11.2017 | Sliedrecht | Sliedrecht Sport        | 3:0 (25:15, 25:23, 25:21)               | Kwalifikacje - II runda |
| 11.11.2017 | Villorba   | Sliedrecht Sport        | 3:0 (25:10, 25:12, 25:7)                | Kwalifikacje - II runda |
| 13.12.2017 | Villorba   | Igor Gorgonzola Novara  | 3:1 (25:13, 25:18, 20:25, 25:14)        | Faza grupowa            |
| 10.01.2018 | Villorba   | VK Prostějov            | 3:1 (25:14, 21:25, 25:16, 25:17)        | Faza grupowa            |
| 25.01.2018 | Stambuł    | Fenerbahçe SK           | 3:2 (21:25, 25:27, 25:15, 25:17, 15:10) | Faza grupowa            |
| 07.02.2018 | Villorba   | Fenerbahçe SK           | 3:2 (20:25, 18:25, 25:18, 25:22, 15:11) | Faza grupowa            |
| 21.01.2018 | Prościejów | VK Prostějov            | 3:0 (25:21, 25:21, 25:15)               | Faza grupowa            |
| 27.02.2018 | Novara     | Igor Gorgonzola Novara  | 1:3 (16:25, 27:29, 25:23, 16:25)        | Faza grupowa            |
| 21.03.2018 | Villorba   | Dinamo Kazań            | 3:0 (25:19, 25:18, 25:17)               | 1/6 finału              |
| 04.04.2018 | Kazań      | Dinamo Kazań            | 2:3 (15:25, 25:21, 25:20, 17:25, 13:15) | 1/6 finału              |
| 05.05.2018 | Bukareszt  | VakıfBank SK            | 2:3 (22:25, 21:25, 25:17, 25:15, 14:16) | Półfinał                |
| 06.05.2018 | Bukareszt  | Galatasaray SK          | 3:0 (25:17, 25:18, 25:20)               | Mecz o 3. miejsce       |

## Liga Mistrzyń w piłce siatkowej (2018/2019)
| Data       | Miejsce   | Przeciwnik                | Wynik                                                | Runda        |
| ---------- | --------- | ------------------------- | ---------------------------------------------------- | ------------ |
| 21.11.2018 | Villorba  | Savino Del Bene Scandicci | 3:2 (25:21, 24:26, 25:12, 23:25, 15:10)              | Faza grupowa |
| 18.12.2018 | Schwerin  | Schweriner SC             | 0:3 (34:36, 19:25, 22:25)                            | Faza grupowa |
| 22.01.2019 | Łódź      | ŁKS Commercecon Łódź      | 3:0 (25:20, 25:15, 25:17)                            | Faza grupowa |
| 06.02.2019 | Villorba  | Schweriner SC             | 3:2 (23:25, 24:26, 25:19, 25:19, 15:7)               | Faza grupowa |
| 20.02.2019 | Florencja | Savino Del Bene Scandicci | 2:3 (25:15, 22:25, 23:25, 25:20, 9:15)               | Faza grupowa |
| 26.02.2019 | Villorba  | ŁKS Commercecon Łódź      | 3:0 (25:10, 25:12, 25:15)                            | Faza grupowa |
| 13.03.2019 | Villorba  | Eczacıbaşı Stambuł        | 0:3 (21:25, 25:27, 22:25)                            | Ćwierćfinał  |
| 19.03.2019 | Stambuł   | Eczacıbaşı Stambuł        | 3:1 (25:21, 25:23, 21:25, 25:21, (złoty set: 15:10)) | Ćwierćfinał  |
| 02.04.2019 | Villorba  | Fenerbahçe SK             | 3:0 (25:21, 25:23, 26:24)                            | Półfinał     |
| 09.04.2019 | Stambuł   | Fenerbahçe SK             | 3:0 (25:18, 25:22, 28:26)                            | Półfinał     |
| 18.05.2019 | Berlin    | Igor Gorgonzola Novara    | 1:3 (18:25, 17:25, 25:14, 22:25)                     | Finał        |

## Liga Mistrzyń w piłce siatkowej (2019/2020)
| Data       | Miejsce   | Przeciwnik            | Wynik                                  | Runda        |
| ---------- | --------- | --------------------- | -------------------------------------- | ------------ |
| 19.11.2019 | Villorba  | Vasas SC              | 3:2 (21:25, 25:20, 25:10, 23:25, 15:4) | Faza grupowa |
| 27.11.2019 | Blaj      | CS Volei Alba-Blaj    | 3:0 (25:22, 25:14, 25:22)              | Faza grupowa |
| 17.12.2019 | Nantes    | Nantes VB             | 3:0 (25:22, 25:18, 25:22)              | Faza grupowa |
| 22.01.2020 | Villorba  | CS Volei Alba-Blaj    | 3:0 (25:16, 25:16, 25:17)              | Faza grupowa |
| 06.02.2020 | Érd       | Vasas SC              | 3:0 (25:12, 25:19, 25:13)              | Faza grupowa |
| 18.02.2020 | Villorba  | Nantes VB             | 3:0 (25:23, 25:19, 25:17)              | Faza grupowa |
| 04.03.2020 | Stuttgart | Allianz MTV Stuttgart | 3:0 (25:17, 25:16, 25:20)              | Ćwierćfinał  |

## Liga Mistrzyń w piłce siatkowej (2020/2021)
| Data       | Miejsce   | Przeciwnik                | Wynik                                   | Runda        |
| ---------- | --------- | ------------------------- | --------------------------------------- | ------------ |
| 08.12.2020 | Villorba  | Calcit Kamnik             | 3:0 (25:18, 25:17, 25:15)               | Faza grupowa |
| 09.12.2020 | Villorba  | Nantes VB                 | 3:0 (25:19, 25:11, 25:16)               | Faza grupowa |
| 10.12.2020 | Villorba  | Fenerbahçe SK             | 3:0 (25:14, 25:19, 25:19)               | Faza grupowa |
| 26.01.2021 | Nantes    | Calcit Kamnik             | 3:0 (25:21, 25:11, 25:11)               | Faza grupowa |
| 27.01.2021 | Nantes    | Nantes VB                 | 3:0 (25:20, 25:20, 26:24)               | Faza grupowa |
| 28.01.2021 | Nantes    | Fenerbahçe SK             | 3:1 (25:19, 22:25, 25:21, 25:17)        | Faza grupowa |
| 24.02.2021 | Scandicci | Savino Del Bene Scandicci | 3:2 (17:25, 29:27, 28:30, 25:23, 17:15) | Ćwierćfinał  |
| 03.03.2021 | Villorba  | Savino Del Bene Scandicci | 3:0 (25:20, 25:17, 25:20)               | Ćwierćfinał  |
| 17.03.2021 | Novara    | Igor Gorgonzola Novara    | 3:0 (25:21, 25:18, 25:17)               | Półfinał     |
| 23.03.2021 | Villorba  | Igor Gorgonzola Novara    | 3:0 (25:15, 25:23, 25:20)               | Półfinał     |
| 01.05.2021 | Werona    | VakıfBank SK              | 3:2 (22:25, 25:22, 23:25, 25:23, 15:12) | Finał        |

## Liga Mistrzyń w piłce siatkowej (2021/2022)
| Data       | Miejsce     | Przeciwnik                | Wynik                            | Runda        |
| ---------- | ----------- | ------------------------- | -------------------------------- | ------------ |
| 24.11.2021 | Villorba    | ŽOK Ub                    | 3:0 (25:8, 27:25, 25:16)         | Faza grupowa |
| 09.12.2021 | Nyíregyháza | Fatum Nyíregyháza         | 3:0 (25:18, 25:13, 25:11)        | Faza grupowa |
| 23.12.2021 | Szczecin    | Grupa Azoty Chemik Police | 3:0 (25:21, 25:19, 25:11)        | Faza grupowa |
| 26.01.2022 | Villorba    | Fatum Nyíregyháza         | 3:0 (25:0, 25:0, 25:0)           | Faza grupowa |
| 02.02.2022 | Ub          | ŽOK Ub                    | 3:0 (25:16, 25:22, 25:13)        | Faza grupowa |
| 15.02.2022 | Villorba    | Grupa Azoty Chemik Police | 3:0 (25:19, 25:22, 25:22)        | Faza grupowa |
| 09.03.2022 | Monza       | Vero Volley Monza         | 3:0 (25:21, 25:21, 25:19)        | Ćwierćfinał  |
| 17.03.2022 | Villorba    | Vero Volley Monza         | 3:1 (25:19, 22:25, 25:16, 25:17) | Ćwierćfinał  |
|            |             |                           |                                  | Półfinał     |
|            |             |                           |                                  |              |
| 22.05.2022 | Lublana     | Turcja                    |                                  | Finał        |